# Finlandia ai Giochi della XIX Olimpiade
La Finlandia partecipò ai Giochi della XIX Olimpiade che si sono svolti a Città del Messico dal 12 al 27 ottobre 1968, con una delegazione di 66 atleti impegnati in 13 discipline per un totale di 61 competizioni. Portabandiera fu il tiratore Pentti Linnosvuo, già campione olimpico a Melbourne 1956 e Tokyo 1964, che con questa totalizzò la sua quinta partecipazione ai Giochi olimpici. Il bottino della squadra, sempre presente ai Giochi estivi a partire da Londra 1908, fu di una medaglia d'oro, due d'argento e una di bronzo.

## Medagliere

### Per discipline
| Sport             | Oro | Argento | Bronzo | Totale |
| ----------------- | --- | ------- | ------ | ------ |
| Sollevamento pesi | 1   | 0       | 0      | 1      |
| Atletica leggera  | 0   | 1       | 0      | 1      |
| Ginnastica        | 0   | 1       | 0      | 1      |
| Pugilato          | 0   | 0       | 1      | 1      |
| Totale            | 1   | 2       | 1      | 4      |

### Medaglie
| Medaglia | Atleta             | Sport             | Evento                          |
| -------- | ------------------ | ----------------- | ------------------------------- |
| Oro      | Kaarlo Kangasniemi | Sollevamento pesi | Pesi mediomassimi               |
| Argento  | Jorma Kinnunen     | Atletica leggera  | Lancio del giavellotto maschile |
| Argento  | Olli Laiho         | Ginnastica        | Cavallo con maniglie            |
| Bronzo   | Arto Nilsson       | Pugilato          | Pesi superleggeri               |